# Olyra wurdackii
Olyra wurdackii är en gräsart som beskrevs av Jason Richard Swallen. Olyra wurdackii ingår i släktet Olyra och familjen gräs. Inga underarter finns listade i Catalogue of Life.